# Zámek La Bussière
Zámek La Bussière (francouzsky Château de La Bussière) se nachází v obci La Bussière v departementu Loiret, region Centre-Val de Loire, a patří k zámkům na Loiře.
Cihlový zámek ze 16. století má zahradu vytvořenou slavným zahradním architektem André Le Nôtrem.